# Торговый мост
Торго́вый мост — автодорожный металлический балочный мост через Крюков канал в Адмиралтейском районе Санкт-Петербурга, соединяет Коломенский и Казанский острова. Мост сохранил архитектурный облик, характерный для мостов Крюкова канала 1780-х годов. Объект культурного наследия России регионального значения.

## Расположение
Соединяет Театральную площадь и улицу Союза Печатников. Рядом с мостом расположен Мариинский театр.
Выше по течению находится мост Декабристов, ниже — Кашин мост.
Ближайшие станции метрополитена — «Садовая», «Сенная площадь» и «Спасская».

## Название
Название моста ведется от прежнего наименования улицы Союза Печатников — Торговой. В газете «Санкт-Петербургские ведомости» за 1797 год зафиксировано название Средний мост, а с 1798 года установилось наименование Торговый, по тогдашнему названию улицы.
29 апреля 2005 года на заводе «Адмиралтейские верфи» спустили на воду танкер «Торговый мост» (Torgovy Bridge), заводской номер 02743, – четвёртое судно в серии, строящейся на верфях для ОАО «Совкомфлот».

## История
Построен в 1783—1785 годах по типовому проекту для мостов Крюкова канала: трёхпролётный деревянный мост на опорах из бутовой кладки, облицованных гранитом, центральный пролёт разводной, боковые — балочные. Автор проекта неизвестен, работы производил подрядчик Николай Егоров. В 1805—1810 годах разводное пролётное строение было заменено деревянным подкосным. В 1868 году произведён капитальный ремонт моста.
К концу 1890-х годов конструкции моста пришли в неудовлетворительное состояние. Начиная с 1896 года городская управа неоднократно направляла в Думу запросы о выделении средств на капитальный ремонт Торгового моста:12. Журнал «Неделя строителя» сообщал в 1900 году, что экипажное движение по мосту закрыто и управой предполагается перестроить мост в однопролётный бетонный. В 1905 году, после крушения Египетского моста, Дума ассигновала средства на ремонт моста:11. Летом 1905 года деревянные прогоны моста были заменены на металлические двутавровые балки, исправлена кладка устоев, убраны торшеры:15. Технический надзор строительных работ осуществлял инженер П. А. Лихачёв:144.
В 1946—1947 годах из-за размораживания опор и разрушения гранитной облицовки опоры частично переложили. В 1960—1961 годах произведён капитальный ремонт моста по проекту архитектора А. Л. Ротача и инженера А. Д. Гутцайта. Были уложены новые металлические балки пролётного строения, деревянный настил заменён железобетонной плитой, восстановлены торшеры с фонарями. Работы выполнило СУ-3 треста «Ленмостострой» под руководством главного инженера О. А. Розова и прораба Б. Н. Брудно.
В 2014 году по результатам обследования техническое состояние конструкций моста было признано неудовлетворительным. Капитальный ремонт переправы выполнен в 2019–2020 годах. Проект капитального ремонта был разработан ООО «Отделпроект». Подрядчиком выступило АО «Производственное объединение «Возрождение».
В ходе работ был выполнен ремонт и окраска металлоконструкций пролётного строения с заменой опорных частей, заменена монолитная железобетонная плита, устроены монолитные переходные плиты сопряжения, крайние опоры усилены буроинъекционными сваями, выполнено переустройство инженерных коммуникаций. Также отреставрировано перильное ограждение и детали художественного декора, торшеры-фонари, гранитные элементы переправы и устроено новое гранитное парапетное ограждение. Мост был открыт для движения 25 июня 2020 года. Общая стоимость работ составила 80,38 млн руб.

## Конструкция

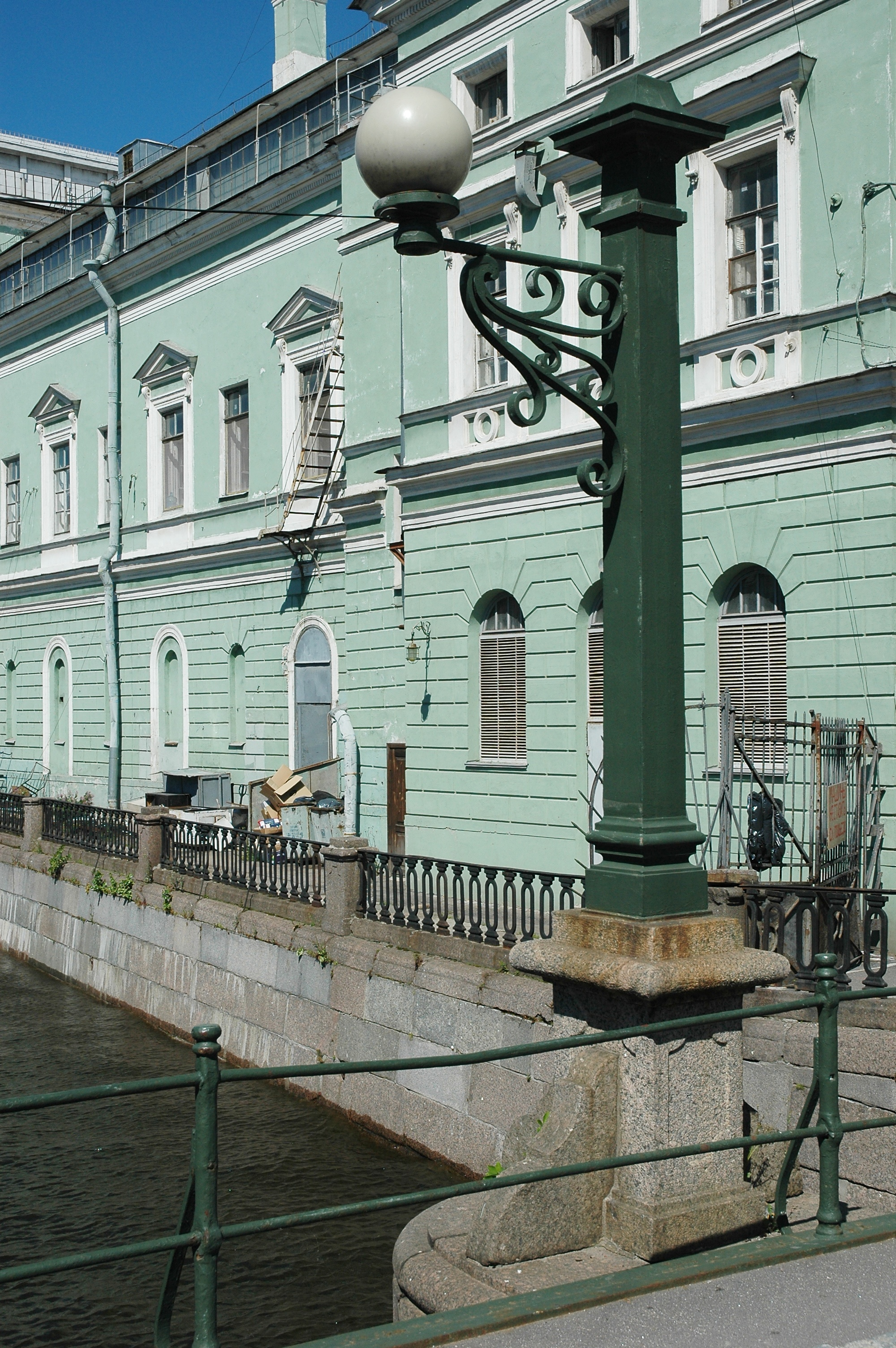
Фонарь Торгового моста

Мост трёхпролётный металлический, балочно-неразрезной системы. Разбивка на пролёты 6,21 + 11,15 + 6,21 м. Пролётное строение состоит из стальных двутавровых балок с криволинейным очертанием нижнего пояса, объединённых поперечными балками. Сверху балок устроена монолитная железобетонная плита. Промежуточные опоры бутовой кладки с массивной гранитной облицовкой. Устои бетонные на свайном основании из деревянных свай, с массивной гранитной облицовкой. Общая длина моста составляет 24 (26,7) м, ширина — 10,8 м.
Мост предназначен для движения автотранспорта и пешеходов. Проезжая часть моста включает в себя 2 полосы для движения автотранспорта. Покрытие проезжей части и тротуаров — асфальтобетон. Тротуары отделены от проезжей части высоким бетонным парапетом. Перильное ограждение металлическое кованое, простого рисунка. На промежуточных опорах установлены 4 фигурных торшера художественного литья с фонарями.

## Мост в литературе
Мост упоминается в романе Ф. М. Достоевского «Униженные и оскорблённые».

Ехать было недолго, к Торговому мосту. Первую минуту мы молчали. Я все думал: как-то он со мной заговорит? Мне казалось, что он будет меня пробовать, ощупывать, выпытывать. Но он заговорил без всяких изворотов и прямо приступил к делу.— Ф. М. Достоевский, «Униженные и оскорблённые»